# 9994 Гротіус
9994 Гротіус (9994 Grotius) — астероїд головного поясу, відкритий 24 вересня 1960 року.
Тіссеранів параметр щодо Юпітера — 3,390.